# SAVIEM SC1/SC2
Le SAVIEM-Chausson SC1 est un autocar de ligne interurbaine et de tourisme fabriqué et commercialisé par le constructeur français Saviem-Chausson de 1960 à 1964. C'est l'ultime évolution du Renault R4190 de 1949. Les lettres "SC" signifient Saviem-Chausson.

## Histoire

### Le contexte
Dès la fin de la Seconde Guerre mondiale, l'entreprise de Louis Renault est nationalisée par le général De Gaulle. Devenue Régie Nationale des Usines Renault, elle lance la gamme des Renault R4190 en 1949. La division autobus de la Régie Renault fusionne, en 1955, avec les petits constructeurs et carrossiers Latil et Somua. La division autobus abandonne la marque Renault au profit de SAVIEM LRS, (LRS pour Latil-Renault-Somua), qui reste filiale de la Régie Renault.
Le R4190, était un autobus à moteur placé longitudinalement entre les essieux, un 6 cylindres couché à gauche. Très reconnaissable avec ses deux phares ronds superposés, son pare-brise en deux parties avec un énorme montant central, il est construit sur un châssis à structure autoportante.
En 1958, Renault décide de lancer une première évolution du modèle, le ZR20 qui bénéficie de quelques retouches esthétiques qui lui donnent une allure plus moderne et améliorent la visibilité du conducteur. Un autre véhicule porte quasiment le même nom, ZF 20 qui est quasiment identique au SAVIEM ZR20. Il s'agit d'un modèle construit par Floirat, constructeur repris par Saviem en 195x et dont le modèle perdure dans la gamme Saviem. C'est même le modèle qui a le plus inspiré la carrosserie du ZR20 et du futur SC1.
Le SAVIEM ZR20 s'est transformé en SC1 en 1960 avant d'être remplacé par un vrai nouveau modèle, la gamme des SAVIEM S45 / S53 et S105 en fin d'année 1964.

### La gamme Saviem-Chausson SC
L'autocar Saviem-Chausson SC1, produit de 1960 à la fin d'année 1964, a connu une brève carrière. Sa production globale a été de 3.100 exemplaires ainsi répartis : 
- SC1 - version autocar : 1960-64 - 2.150 exemplaires,
- SC1 militaire rebaptisé S.4445 - équipé d'un moteur essence : 300 exemplaires,
- SC2 - version urbaine du SC1 : 1960-64 - 650 exemplaires,
- SC3 - appellation du AP52 après l'intégration de Chausson dans Saviem : 1961-64 - 90 exemplaires (y/c SC4).
- SC4 - version urbaine du SC3.

## Production
| Illustration | Réseau | Modèle | Nombre | Numéros   | Livraison | Remarques                               |
| ------------ | ------ | ------ | ------ | --------- | --------- | --------------------------------------- |
|              | SNCV   | SC2    | 2      | 2258-2259 | 1961      |                                         |
|              | SNCV   | SC2    | 10     | 2409-2418 | 1962-1963 | Carrossés par la Brugeoise et Nivelles. |